# 四角錐反角柱
在幾何學中，四角錐反角柱是指底面為四邊形的角錐反角柱。若底面為正方形則稱為正四角錐反角柱。

## 正四角錐反角柱
考慮一個正四角錐反角柱，若每個面皆為正多邊形，則為92種Johnson多面體（J10）中的其中一個，可由Johnson多面體中的正四角錐與正四角反角柱於相等大小的正方形面接合而組成。這92種詹森多面體最早在1966年由諾曼·詹森命名並給予描述。